# Tingsås socken
Tingsås socken i Småland ingick i Konga härad i Värend och området ingår sedan 1971 i Tingsryds kommun och motsvarar från 2016 Tingsås distrikt i Kronobergs län.
Socknens areal är 157,22 kvadratkilometer, varav land 140. År 2000 fanns här 3 766 invånare. Tätorten Tingsryd med sockenkyrkan Tingsås kyrka ligger i socknen. 

## Administrativ historik
Tingsås socken bildades 1636 genom en utbrytning ur Väckelsångs socken. Dessförinnan hade området bildat ett kapellag 1590.
Vid kommunreformen 1862 övergick socknens ansvar för de kyrkliga frågorna till Tingsås församling och för de borgerliga frågorna till Tingsås landskommun.  I landskommunen bildades 1921 Tingsryds köping som vid kommunreformen 1952 inkorporerade Tingsås landskommun.  1971 uppgick dessa delar i Tingsryds kommun.
1 januari 2016 inrättades distriktet Tingsås, med samma omfattning som församlingen hade 1999/2000.
Socknen har tillhört samma fögderier och domsagor som Konga härad. De indelta soldaterna tillhörde Smålands husarer, Växjö kompani, och Kronobergs regemente, Kinnevalds kompani.

## Geografi
Tingsås socken ligger kring sjön Tiken och Bräkneåns övre lopp vid gränsen mot Blekinge och sjön Mien. Området är en småkuperad skogstrakt med många sjöar.

## Fornminnen
En Hällkistor vid Tingsryd och sjön Tiken, ett röse från bronsåldern är kända liksom järnåldersgravar vid prästgården och några resta stenar sydost om Tingsryd.

## Namnet
Namnet (1642 Tingzås) är troligen bildat från ett äldre namn på sjön Tiken och den ås varpå kyrkan är byggd.

### Fotnoter
1. 1 2 3  Svensk Uppslagsbok andra upplagan 1947–1955: o Tingsryd+köping o socken
2. 1 2  Harlén, Hans; Harlén Eivy (2003). Sverige från A till Ö: geografisk-historisk uppslagsbok. Stockholm: Kommentus. Libris 9337075. ISBN 91-7345-139-8
3. ↑  Administrativ historik för Tingsås socken (Klicka på församlingsposten). Källa: Nationella arkivdatabasen, Riksarkivet.
4. 1 2  Sjögren, Otto (1931). Sverige geografisk beskrivning del 2 Östergötlands, Jönköpings, Kronobergs, Kalmar och Gotlands län. Stockholm: Wahlström & Widstrand. Libris 9939
5. 1 2 3  Nationalencyklopedin
6. ↑  Fornlämningar, Statens historiska museum: Tingsås socken
7. ↑  Fornminnesregistret, Riksantikvarieämbetet: Tingsås socken Fornminnen i socknen erhålls på kartan genom att skriva in sockennamn (utan "socken") i "Ange geografiskt område"